# Armorial de la République des Deux Nations

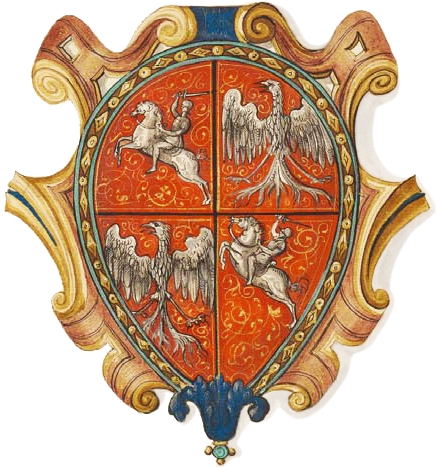
Armoiries de la République des Deux Nations

Les Armoiries de la République des Deux Nations sont le symbole de cet État, aussi appelé Pologne-Lituanie, qui a été créé par l'Union de Lublin en 1569, par la fusion de la couronne du royaume de Pologne et du Grand-Duché de Lituanie. Les armoiries, divisées en quatre champs, comprenaient le symbole de la Couronne : deux champs représentant une aigle blanche sur fond rouge portant une couronne ; et les armoiries du Grand-Duché de Lituanie : deux champs portant l'image du Pogoń (Vytis) en blanc sur fond rouge. Le bouclier de cœur représentait généralement les armoiries de la famille du monarque régnant. Le tout était surmonté d'une couronne fermée,,,.

## Modèle général des armoiries

Armoiries de la République des Deux Nations, modèle général sans les armoiries du souverain
Armoiries de la République des Deux Nations, modèle général sans les armoiries du souverain

## Composantes

Armoiries de Pologne, Aigle blanc (d'après Marcin Bielski, Kronika Polska, 1597)
La Pogoń, armoiries du Grand-Duché de Lituanie (d'après Marcin Bielski, Kronika Polska, 1597)

## Armoiries deSigismond II Auguste

### Armoiries d'avant l'Union de Lublin

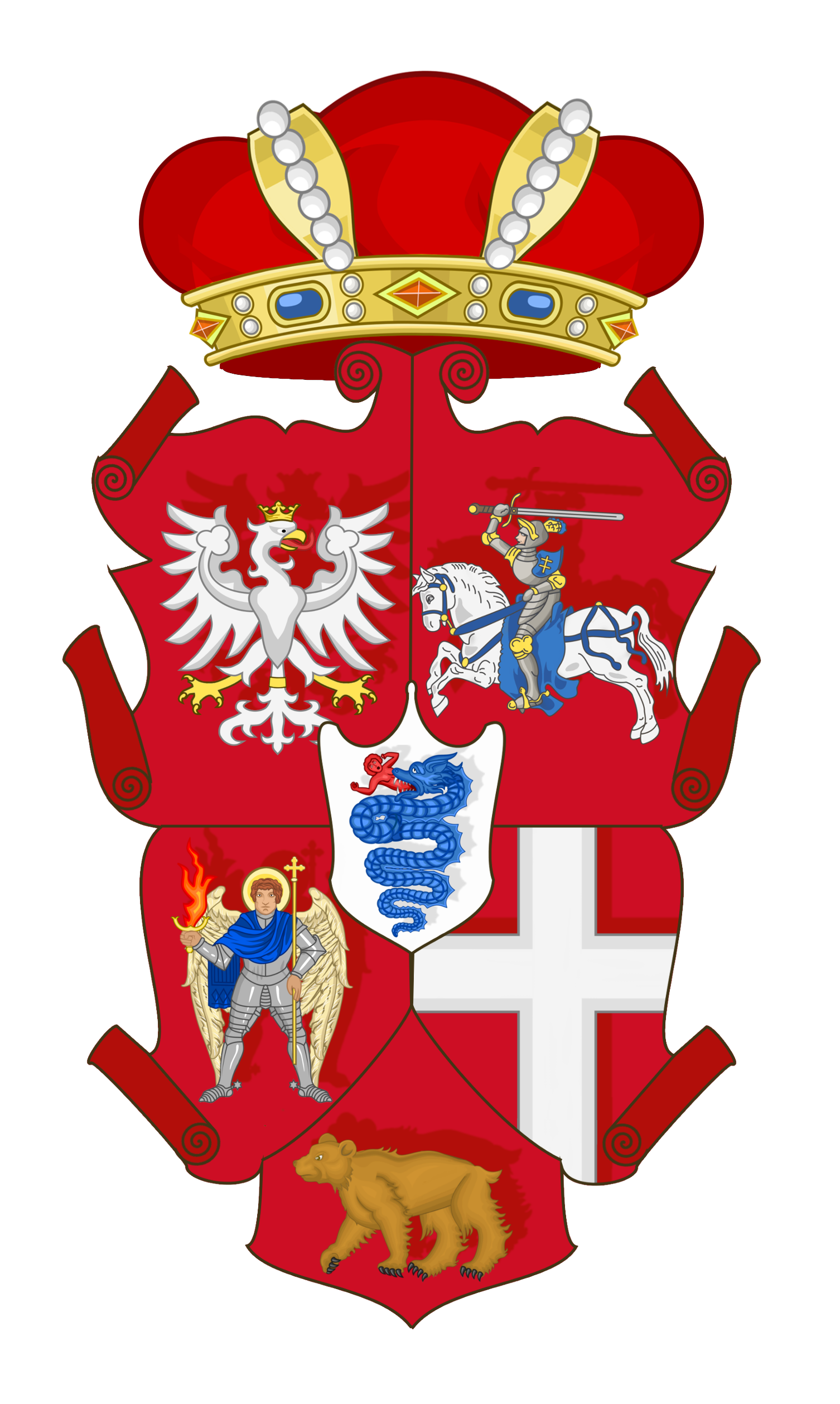
Armoiries de la tapisserie du Wawel, années 1550
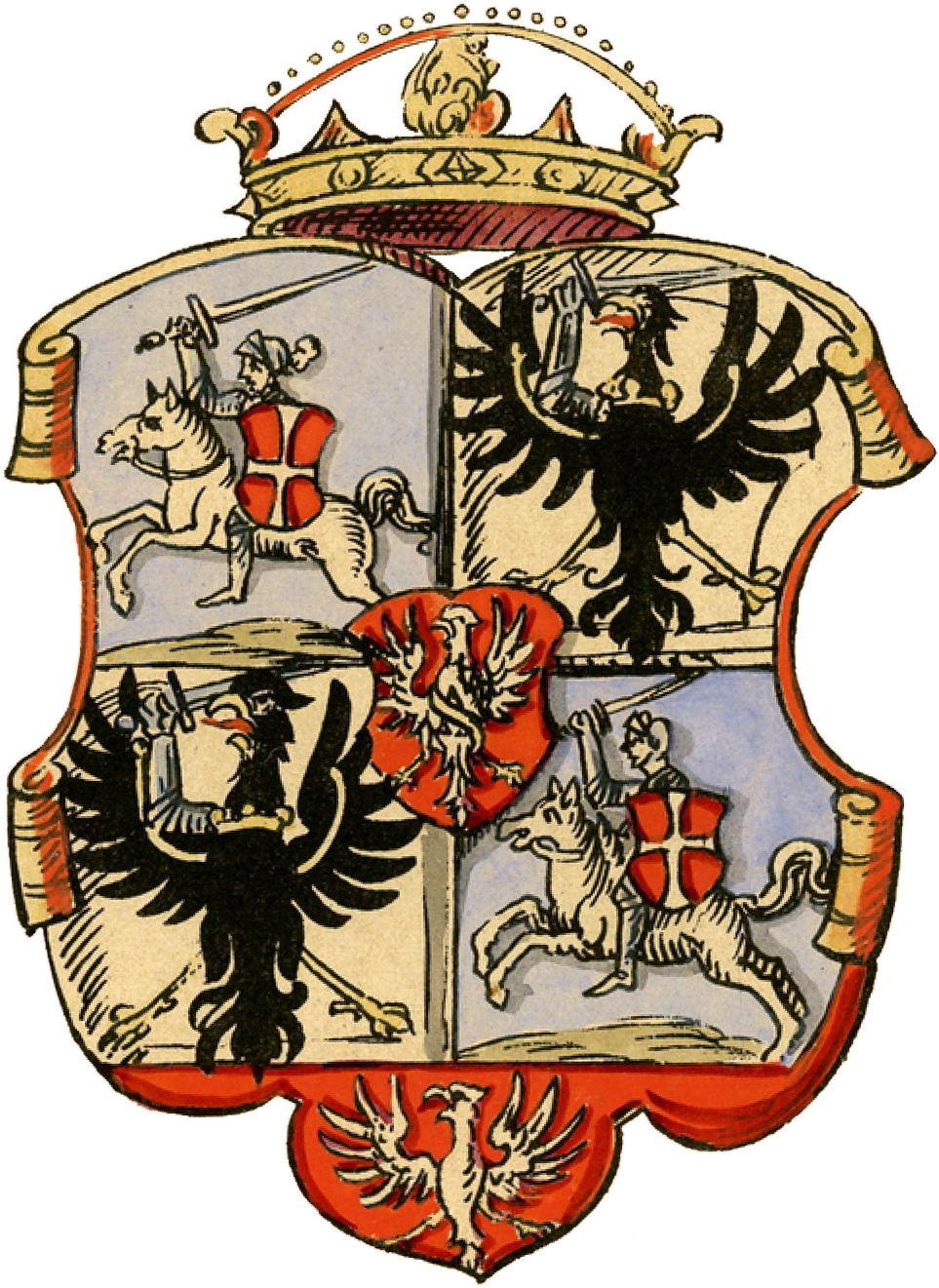
Armoiries de Sigismond Auguste de 1552

### Armoiries après l'Union de Lublin

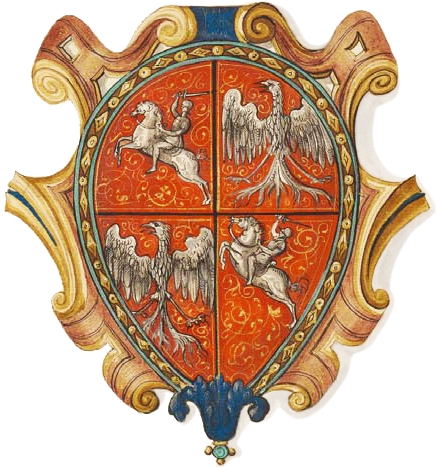
Armoiries de Sigismond Auguste, XVIe siècle
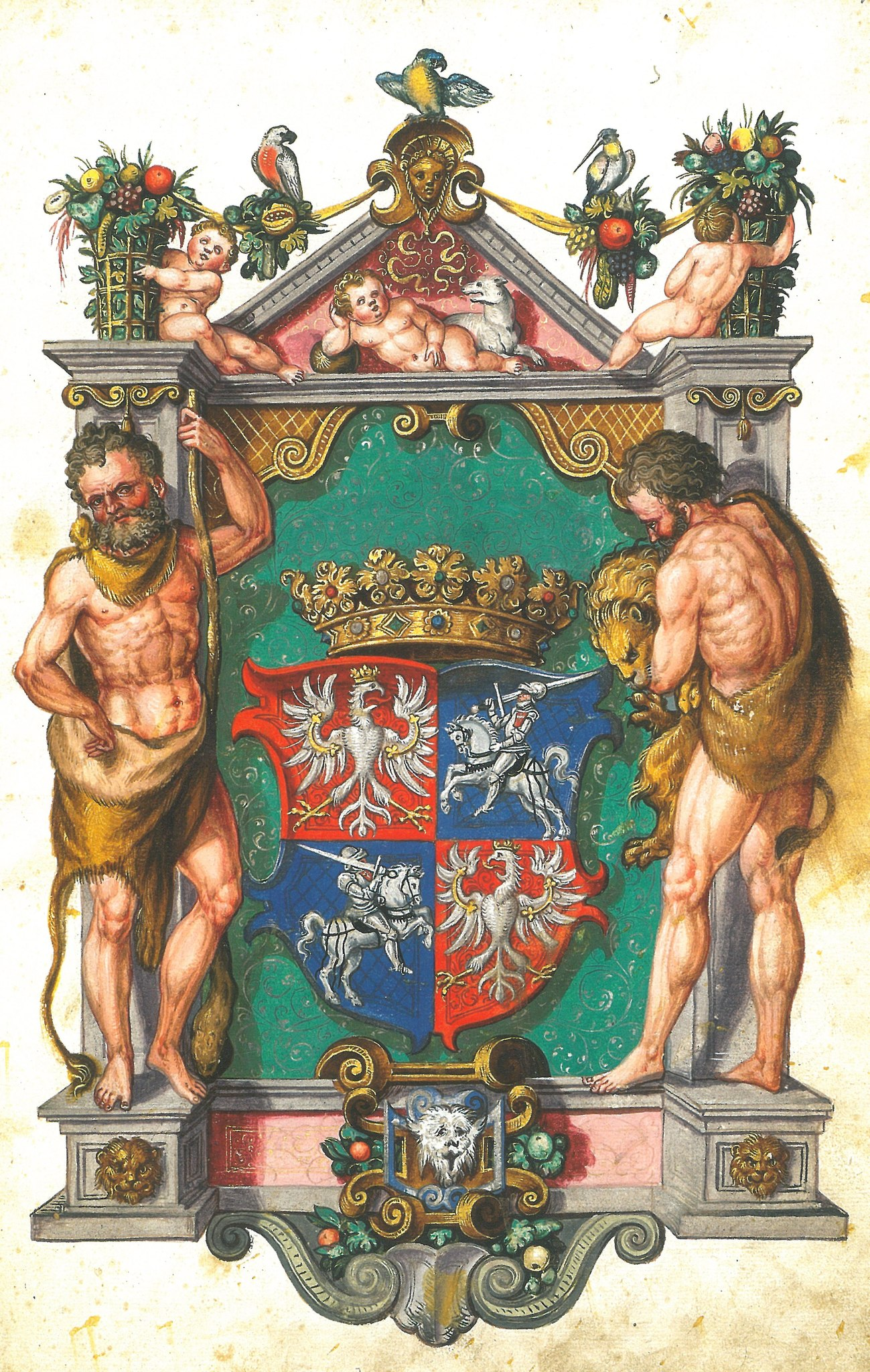
Armoiries de Sigismond Auguste de 1571

## Armoiries desrois élus

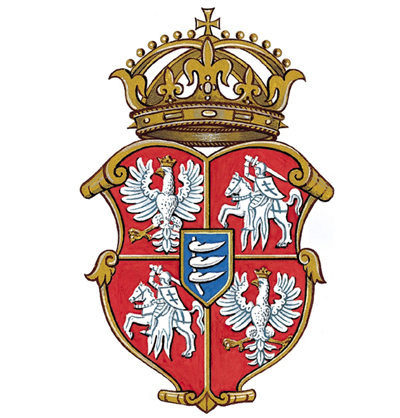
Armoiries de la République des Deux Nations sous le règne d'Étienne Báthory (1575-1586)
Armoiries de la République des Deux Nations sous le règne de la dynastie Vasa (1587-1668)
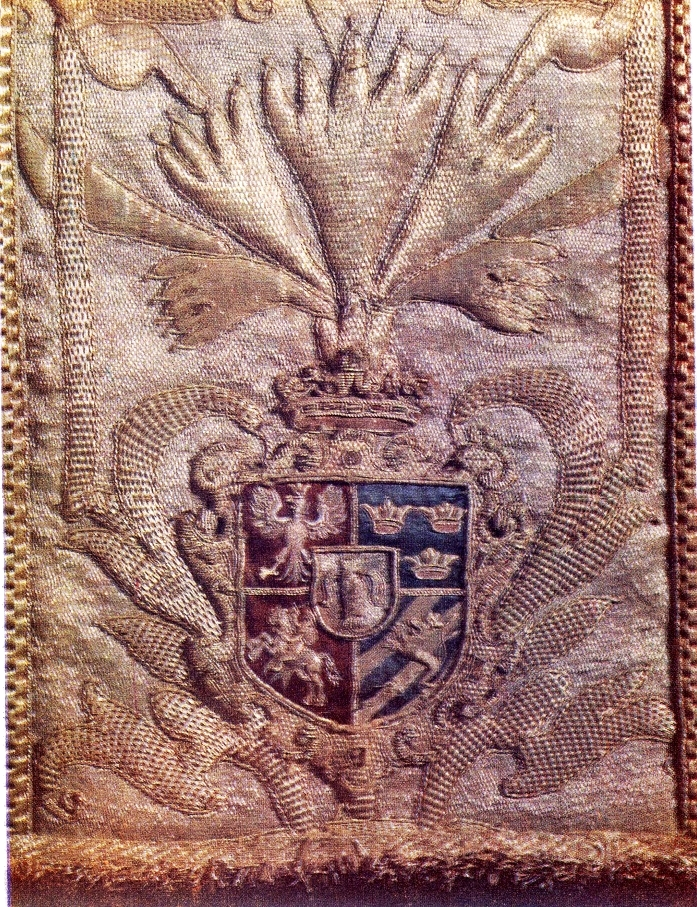
Une autre version des armoiries de la République des Deux Nations sous le règne de la dynastie Vasa (1587-1668)
Armoiries de la République des Deux Nations sous le règne de Michał Korybut Wiśniowiecki (1669-1673)
Armoiries de la République des Deux Nations sous le règne de Jean III Sobieski (1674-1696)
Armoiriesv sous le règne de Stanisław Leszczyński (1704-1709)
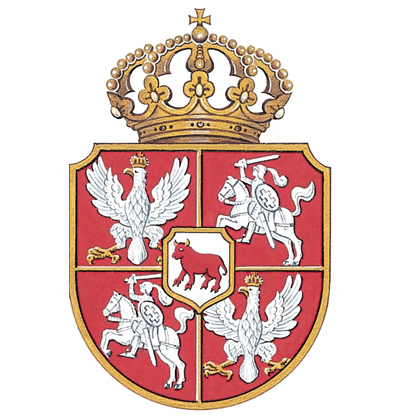
Armoiries de la République des Deux Nations sous le règne de Stanisław August Poniatowski (1764-1795)

## Armoiries desvoïvodies

### Couronne de Pologne

Voïvodie de Bełz
Voïvodie de Bracław
Voïvodie de Brześć Kujawski (en)
Voïvodie de Cracovie
Voïvodie de Czernihów
Voïvodie de Gniezno
Voïvodie d'Inowrocław (en)
Voïvodie de Kalisz
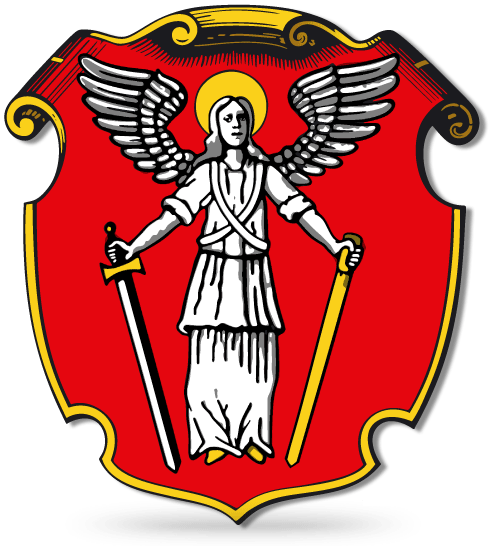
Voïvodie de Kiev
Voïvodie de Lublin
Voïvodie de Łęczyca (en)
Voïvodie de Marienbourg
Voïvodie de Mazovie
Voïvodie de Podolie
Voïvodie de Poméranie
Voïvodie de Poznań
Voïvodie de Płock
Voïvodie de Podlachie
Voïvodie de Rawa
Voïvodie ruthène
Voïvodie de Sandomir
Voïvodie de Sieradz
Voïvodie de Volhynie

### Grand-Duché de Lituanie

Voïvodie de Brześć Litewski (en)
Voïvodie de Minsk
Voïvodie de Mstislaw
Voïvodie de Nowogródek
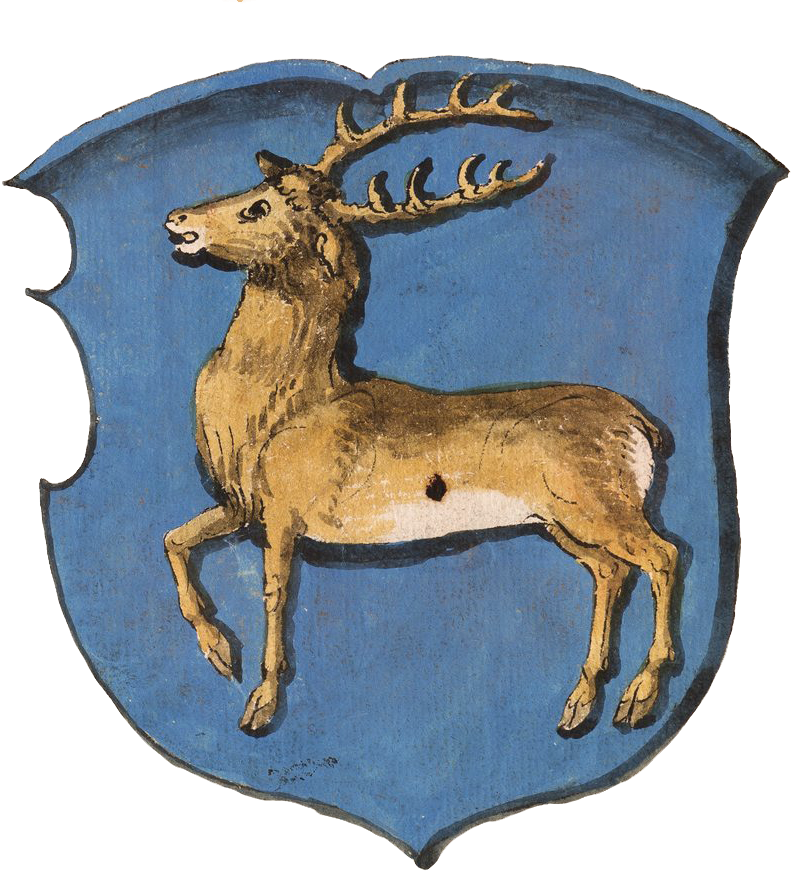
Voïvodie de Polotsk
Duché de Samogitie
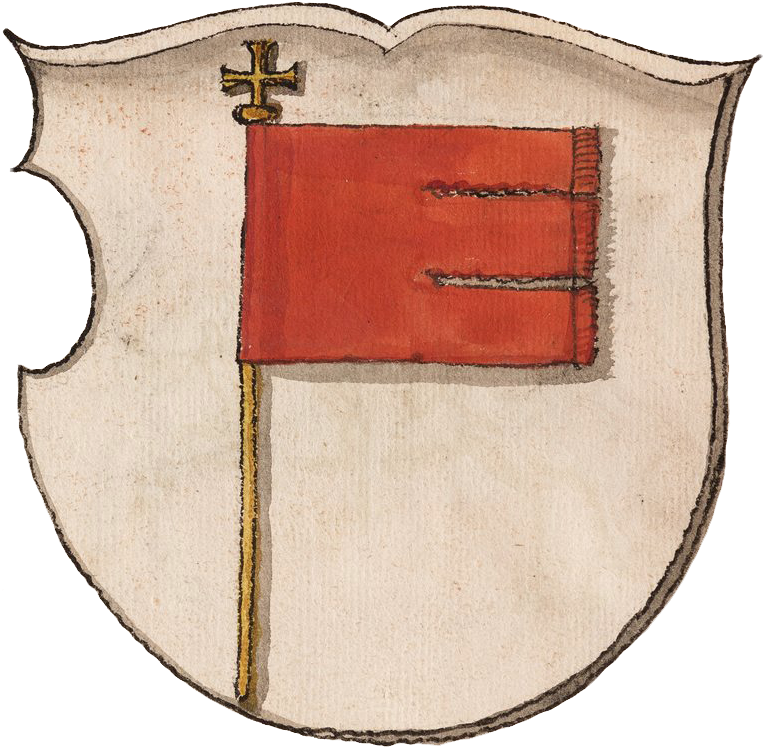
Voïvodie de Smolensk
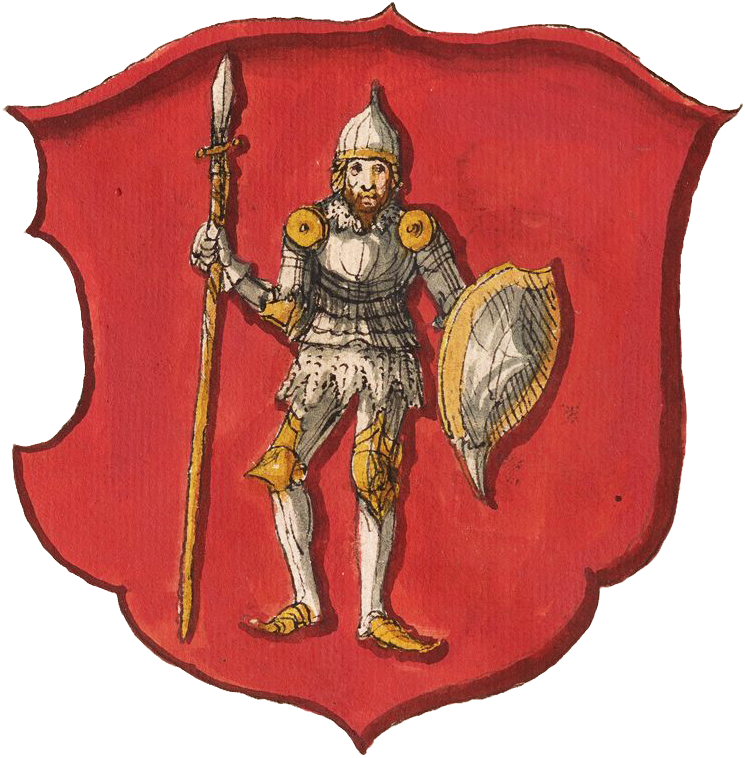
Voïvodie de Troki
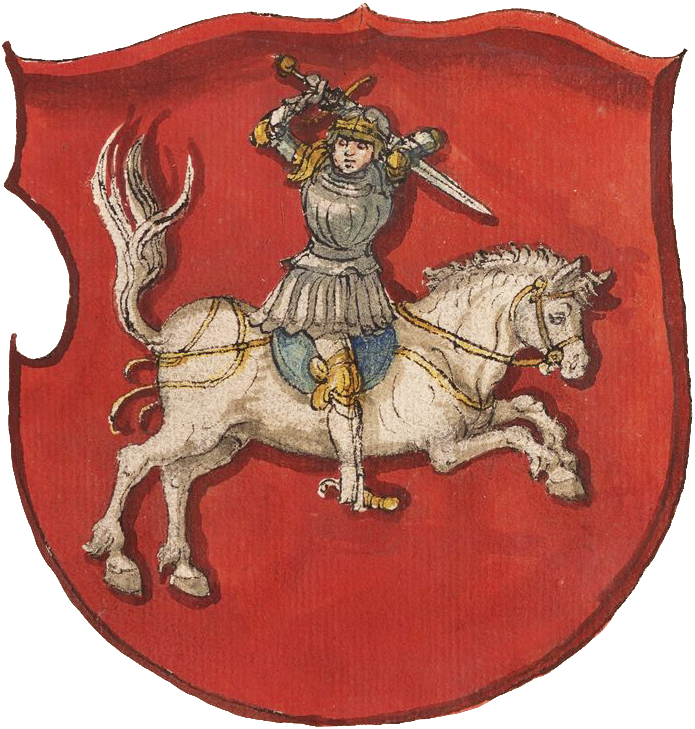
Voïvodie de Wilno
Voïvodie de Vitebsk

## Armoiries des territoires vassaux

Armoiries du Duché de Prusse
Armoiries du Duché de Livonie
Armoiries du Duché de Courlande
Armoiries du Duché d'Opole
Armoiries du Voïvodat de Moldavie
Armoiries du Grand-duché de Ruthénie

## Armoiries des soulèvements nationaux
Une version modifiée des armoiries a été utilisée lors du soulèvement de novembre, à l'époque où l'État polonais n'existait plus. Les armoiries, en deux parties, comprennent l'aigle polonaise et la Pogoń lituanienne. Cette idée a été reprise lors du soulèvement de janvier, dans une tentative infructueuse de déclencher un soulèvement dans les territoires occupés, y compris les terres russes. L'expression de ces aspirations était ce qu'on appelle renouvellement de l'Union de Horodło, lors d'une manifestation patriotique en 1861 à Horodło, où arrivèrent les nobles polonais, lituaniens, volhyniens et podoliens. L'union devait inclure trois nations : les Polonais, les Lituaniens et les Ruthènes. Reflet de ces événements et d'un certain règlement politique, gouvernement national de Pologne (en) a adopté de nouvelles armoiries qui, à côté de l'emblème de la Pologne et du Grand-Duché de Lituanie, représentaient la figure de l'archange Michel, le saint patron de la Russie,..

Aigle pendant le soulèvement de novembre (1831-1832)
Armoiries de la République des Trois Nations lors du soulèvement de janvier (1863-1864)